# Saint-Cyprien (Loire)
Pour les articles homonymes, voir Saint-Cyprien.
Saint-Cyprien est une commune française située dans le département de la Loire, en région Auvergne-Rhône-Alpes, faisant partie de Loire Forez Agglomération.

## Géographie

### Localisation

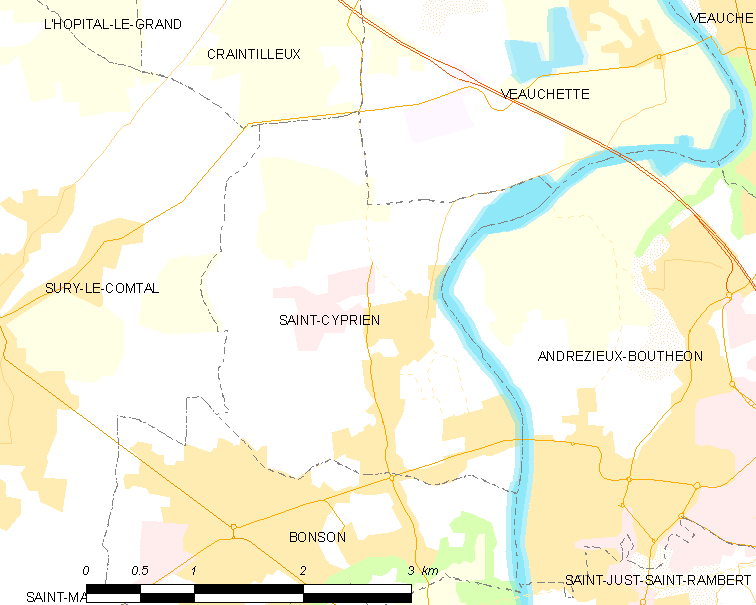
Carte de localisation de la commune.

La commune se situe à 19 km au sud-est de Montbrison et à 20 km au nord-ouest de Saint-Étienne.
Le territoire de la commune est limitrophe de ceux de cinq communes.
|                | Craintilleux  | Veauchette          |
| Sury-le-Comtal | Saint-Cyprien | Andrézieux-Bouthéon |
|                | Bonson        |                     |

### Climat
Pour des articles plus généraux, voir Climat d'Auvergne-Rhône-Alpes et Climat de la Loire.
En 2010, le climat de la commune est de type climat océanique dégradé des plaines du Centre et du Nord, selon une étude du Centre national de la recherche scientifique s'appuyant sur une série de données couvrant la période 1971-2000. En 2020, Météo-France publie une typologie des climats de la France métropolitaine dans laquelle la commune est exposée à un climat de montagne ou de marges de montagne et est dans la région climatique Nord-est du Massif Central, caractérisée par une pluviométrie annuelle de 800 à 1 200 mm, bien répartie dans l’année.
Pour la période 1971-2000, la température annuelle moyenne est de 11 °C, avec une amplitude thermique annuelle de 16,9 °C. Le cumul annuel moyen de précipitations est de 640 mm, avec 7,8 jours de précipitations en janvier et 6,6 jours en juillet. Pour la période 1991-2020, la température moyenne annuelle observée sur la station météorologique de Météo-France la plus proche, « Saint-Étienne-Bouthéon », sur la commune d'Andrézieux-Bouthéon à 2 km à vol d'oiseau, est de 11,9 °C et le cumul annuel moyen de précipitations est de 728,3 mm,. Pour l'avenir, les paramètres climatiques de la commune estimés pour 2050 selon différents scénarios d'émission de gaz à effet de serre sont consultables sur un site dédié publié par Météo-France en novembre 2022.
| Mois                                  | jan.             | fév.             | mars             | avril           | mai             | juin            | jui.           | août           | sep.            | oct.            | nov.             | déc.             | année      |
| ------------------------------------- | ---------------- | ---------------- | ---------------- | --------------- | --------------- | --------------- | -------------- | -------------- | --------------- | --------------- | ---------------- | ---------------- | ---------- |
| Température minimale moyenne (°C)     | 0,3              | 0,2              | 2,6              | 5               | 9               | 12,6            | 14,4           | 14,2           | 10,7            | 8,1             | 3,7              | 1,1              | 6,8        |
| Température moyenne (°C)              | 3,8              | 4,5              | 7,8              | 10,7            | 14,6            | 18,5            | 20,7           | 20,6           | 16,4            | 12,7            | 7,6              | 4,6              | 11,9       |
| Température maximale moyenne (°C)     | 7,3              | 8,8              | 13,1             | 16,3            | 20,3            | 24,5            | 26,9           | 26,9           | 22,2            | 17,3            | 11,4             | 8                | 16,9       |
| Record de froid (°C) date du record   | −25,6 04.01.1971 | −22,5 11.02.1956 | −13,9 08.03.1971 | −7,4 08.04.21   | −3,9 01.05.1976 | −0,6 03.06.1962 | 2,9 01.07.1972 | 1,1 26.08.1966 | −2,6 26.09.1972 | −6,2 30.10.1950 | −10,6 26.11.1955 | −18,6 22.12.1963 | −25,6 1971 |
| Record de chaleur (°C) date du record | 20 10.01.15      | 23,2 24.02.1990  | 26,4 25.03.1981  | 28,8 16.04.1949 | 33,7 13.05.15   | 38 27.06.19     | 41,1 07.07.15  | 40,9 24.08.23  | 36 13.09.1987   | 32,4 02.10.23   | 25,2 09.11.1985  | 20,2 25.12.1983  | 41,1 2015  |
| Ensoleillement (h)                    | 814              | 1 086            | 1 623            | 1 862           | 2 137           | 2 407           | 2 751          | 2 591          | 1 932           | 1 347           | 876              | 758              | 20 184     |
| Précipitations (mm)                   | 38,3             | 30,3             | 33,9             | 55              | 81,5            | 80,8            | 77,2           | 72,8           | 70,3            | 76,2            | 73               | 39               | 728,3      |

## Urbanisme

### Typologie
Au 1er janvier 2024, Saint-Cyprien est catégorisée ceinture urbaine, selon la nouvelle grille communale de densité à sept niveaux définie par l'Insee en 2022.
Elle appartient à l'unité urbaine de Saint-Just-Saint-Rambert, une agglomération intra-départementale regroupant douze  communes, dont elle est une commune de la banlieue,,. Par ailleurs la commune fait partie de l'aire d'attraction de Saint-Étienne, dont elle est une commune de la couronne,. Cette aire, qui regroupe 105 communes, est catégorisée dans les aires de 200 000 à moins de 700 000 habitants,.

### Occupation des sols
L'occupation des sols de la commune, telle qu'elle ressort de la base de données européenne d’occupation biophysique des sols Corine Land Cover (CLC), est marquée par l'importance des territoires agricoles (69,9 % en 2018), en diminution par rapport à 1990 (78,7 %). La répartition détaillée en 2018 est la suivante : 
prairies (48,5 %), zones urbanisées (18,4 %), zones agricoles hétérogènes (11,2 %), terres arables (10,2 %), zones industrielles ou commerciales et réseaux de communication (5,1 %), eaux continentales (5,1 %), forêts (1,5 %). L'évolution de l’occupation des sols de la commune et de ses infrastructures peut être observée sur les différentes représentations cartographiques du territoire : la carte de Cassini (XVIIIe siècle), la carte d'état-major (1820-1866) et les cartes ou photos aériennes de l'IGN pour la période actuelle (1950 à aujourd'hui).

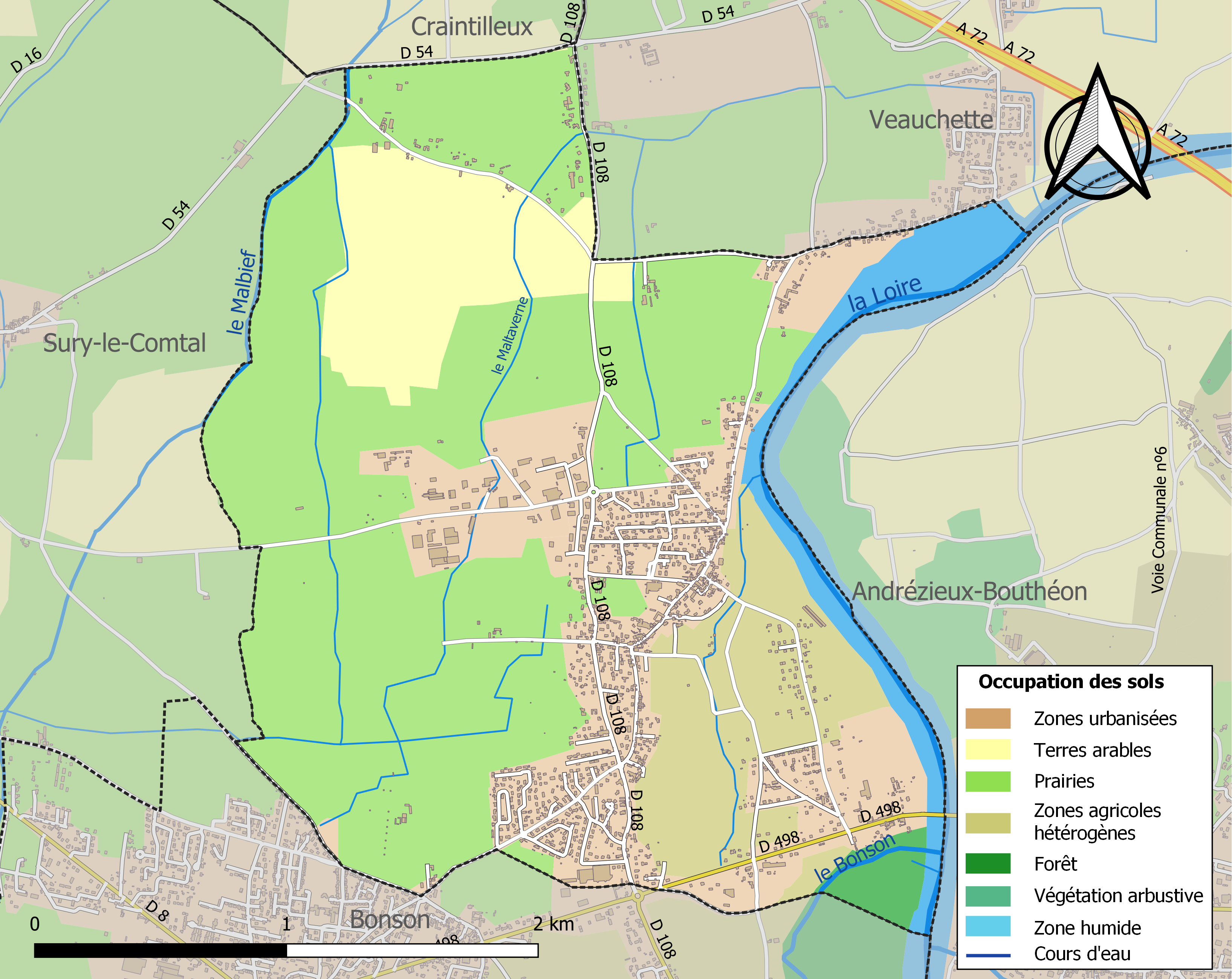
Carte des infrastructures et de l'occupation des sols de la commune en 2018 (CLC).

## Histoire

### Légende et fondation
La Loire, à une époque très lointaine avait un lit très différent de celui actuel. Il était moins profond et très large. Le débit d’eau était énorme et ce qui est les Chambons actuels (champs en bordure du fleuve) étaient recouvert par les eaux. Tout cela formait une sorte de lac qu’on traversait en bateau. Selon la tradition, au bord de ce « lac » il y aurait eu, au IXe siècle, une communauté religieuse.
Saint-Cyprien tire l’origine de son nom du grec Thascius Cyprianus, évêque de Carthage, devenu martyr chrétien à l’âge de 40 ans et exécuté à Curubis en 258 sous l’empereur Valérien.
Aujourd’hui, dans l'église, se trouvent des reliques (restes humains ou objets touchés) enchâssés qui, selon la légende, seraient des reliques de ce saint patron.
Le village existait déjà au Xe siècle puisque, en 971, Conrad le Pacifique, roi de Bourgogne, octroie par une charte à Heldebert, abbé du monastère de l'Île-Barbe, près de Lyon, investiture et confirmation de propriété de plusieurs églises dont celle de « Sanctus Cyprianus ».
Déjà en l’an 984, la « Parrochia de Sancti Cypriani » s’étend sur le territoire d’« Andreyacum». L’ensemble de la paroisse fait alors partie des possessions de l’Église de Lyon qui y nomme les prêtres. Elle comprenait la majeure partie de la commune actuelle d’Andrézieux, sur la rive droite de la Loire.

### Juridiction définie et solide
En 1183, la bulle du pape Lucius III à l’abbé de I’Ile Barbe, lui apportait confirmation des privilèges accordés antérieurement à son abbaye. Cette bulle précieuse est un pouillé (dénombrement) exact de toutes les églises, cures et chapelles, de tous les prieurés possédés alors par l’abbé de l’Ile Barbe. On y lit les noms de plusieurs églises d’alentour, entre autres le nom de l’église de Saint-Cyprien.
Le manuscrit le plus ancien qu’on ait découvert jusqu’ici où il soit fait mention de Saint-Cyprien, date de l’an 1202. En cette année, Guy III, comte de Forez, signe un acte de donation de la dîme de Saint-Cyprien, à l’abbaye de Jourcey (ancien monastère de Bénédictines, près de Saint-Galmier). Cet acte prouve que dans ce secteur, l’essartage était en cours.
La pièce est en latin, en voici la traduction agrégée : « Que l’on sache dans le présent et à l’avenir que Guy, comte de Forez, pour le salut de son ami et de ses parents, a donné intégralement toute la dime de Saint-Cyprien aux Religieuses de Jourcey, qui prieront pour eux. Afin que cette donation demeure ferme et inébranlable Guy comte de Forez a confirmé le présent parchemin de l’empreinte de son sceau. Donné l’an de l’incarnation du Sauveur 1202. ».
La paroisse de Saint-Cyprien devait payer chaque année au monastère de l’Ile Barbe, un impôt de 5 setiers de froment : ancienne mesure de capacité variable, c’est à peu près l’équivalent du décalitre. A cet impôt, s’en ajoutait un autre de 6 livres qui devait être versé à l’archevêque de Lyon, comme supplément de dime. Sinon la paroisse dépendait du prieuré de Saint-Rambert, exception faite des dimes.
En 1220, le Comte de Forez Guy IV accorde à Saint-Cyprien et autres paroisses dépendantes du prieuré de Saint-Rambert, une charte de franchise les autorisant à se faire administrer par les consuls élus. Mais il désire lever des tailles sur les habitants de ces paroisses.
4 ans plus tard, il signe avec l’archevêque de Lyon un traité dans lequel il reconnait ces paroisses « franches d’alleu » (exemptes de servitudes). Un texte de 1224 précise aussi que la paroisse de Saint-Cyprien appartenait en libre propriété à l’abbaye de I’Ile Barbe, près de Lyon, par l’intermédiaire du prieuré de Saint-Rambert. Le Comte de Forez ne pouvait prétendre qu’à un droit de garde. La puissance du prieuré de Saint-Rambert qui dépend du monastère de l’Ile Barbe est grande.
Pour les problèmes judiciaires, Saint-Cyprien était soumis au prieur de Saint-Rambert, puisque ce dernier y avait toute justice « haute, moyenne, basse et même dernier supplice » pendant tout le Moyen-Age. Ce prieuré voisin n’y prélevait aucune taille mais se faisait octroyer 3 mesures de seigle par les religieuses de Jourcey, qui, comme il a été dit, bénéficiaient de la dime de Saint-Cyprien, en vertu de l’ordonnance du Comte de Forez en 1202.
En 1284, les habitants de Saint-Cyprien, entre autres, à la requête du Comte de Forez, et du prieur de Saint-Rambert jurent sur les Saints Evangiles de ne faire ni ligue, ni confédération avec aucune autre ville ou château, sans l’aveu du Comte ou du prieur. Ce serment sera renouvelé, par les mêmes paroisses, 100 ans après le 26 juin 1324.
On apprend que durant la Guerre de 100 ans, alors que les Anglais occupaient une grande partie du le territoire français : des troupes anglo-saxonnes parcoururent tout le pays de Forez, Auvergne et Bourbonnais et y exercèrent de grands ravages. Elles mirent le siège devant la ville de Saint-Rambert-en Forez, et après un assaut meurtrier s’emparèrent de cette place fortifiée, le samedi 25 janvier 1388. Elles rançonnèrent et pillèrent toute la contrée, d’où l’on peut légitimement conclure que la paroisse de Saint-Cyprien dut souffrir beaucoup de leurs déprédations.

### Commanderie de Verneuil
Les Templiers constituèrent en Orient l’avant-garde des armées chrétiennes lors des croisades. Ils en furent récompensés par de nombreuses donations. Lorsque Jérusalem est reprise par Saladin en 1187, les templiers, chassés de terre sainte, se replient en Europe où ils vont établir de nombreuses commanderies.
À 2 km environ du bourg de Saint-Cyprien se trouvent 2 hameaux presque contigus, l’un appelé Verneuil, l’autre la Commanderie, qui doivent leur origine aux Chevaliers du Temple. Là, vers l’an 1200, les Templiers ayant acquis un vaste domaine y bâtirent une chapelle et y établirent une résidence. C’était une des 5 commanderies fondées par les Templiers dans la province du Forez. Une léproserie existait à la même époque à Verneuil et nommée « Maison Noirie ».
Les Templiers avaient une chapelle dédiée à Sainte Madeleine. Il est probable qu’elle, comme d’ailleurs toutes les chapelles et églises appartenant à l’ordre des Templiers, jouissaient de certains privilèges comme les paroisses ordinaires. Il est constant que les chapelains de cet ordre avaient droit d’exercer les fonctions curiales dans le périmètre des dépendances territoriales du dit ordre. Cela explique l’insuccès des procès intentés à certains chapelains pour prétendues usurpations de fonctions curiales. Les chapelains étaient couverts par des autorisations spéciales venues de Rome sans passer par l’officialité diocésaine. Autour de cette chapelle de Ste Madeleine de Verneuil et même à une distance de plus de 100 mètres : on a trouvé de grands cercueils de pierre contenant, des crânes, des ossements et des lames de fer qui pourraient bien être des restes de lances ou d’épées.
La chapelle avait ses dévots, ses fidèles et ses pèlerins qui aimaient venir y prier et en suivre les offices. Ils n’oubliaient pas leur chapelle préférée dans leurs dispositions testamentaires. Nous en trouvons la preuve dans de vieux manuscrits conservés aux Archives de la Loire, série B. Ce sont des testaments du XIVe siècle, écrits en latin, nous donnons la traduction de trois d’entre eux, à titre de spécimens :
- « En 1334, Benoite Damier, veuve de Thomas Damier de Bouthéon fait un legs de vingt deniers viennols pour le luminaire des chapelles de Bonson et de Sainte-Marie. Madeleine, du temple de Vernoil ». Vernoil, Vernoll, Vernolz, Verneull : c’est le même nom orthographié différemment selon les siècles.
- « En 1339, Jean Boniol choisit sa sépulture dans le cimetière de St-Cyprien. Il donne et lègue un setier de seigle pour le luminaire de St-Cyprien et huit deniers viennois pour le luminaire de la chapelle de Sainte-Marie Madeleine de Vernolz : un boisseau de seigle annuellement et à perpétuité pour les pauvres de St-Cyprien et un boisseau de méteil pour être distribué aux pauvres le jour de Ste Agathe, annuellement et à perpétuité. »
- « En 1341, Benoite Boniol d’Andrézieux paroisse de St-Cyprien lègue quinze deniers viennois pour les luminaires de St-Cyprien et de Ste-Marie-Madeleine de Vernolz. »

A mesures que l’ordre de Saint-Jean perdit de son importance, ces diverses succursales, dépourvues de leur prieur, furent abandonnées et tombèrent bientôt en ruine ; ainsi en advint-il de Saint-Cyprien, membre de la commanderie de Montbrison.

### Époque moderne
La commune fait partie du comté du Forez : c’est un état indépendant depuis environ 950 jusqu’en 1531. A cette date-là, il est définitivement rattaché au domaine royal et donc sous l‘autorité direct de François 1er. Il sera ensuite rattaché à la généralité de Lyon, créée par Henri II en 1542.
Les habitants de Saint-Cyprien sont pour la plupart des paysans et propriétaires de petites exploitations au XVIe – XVIIe siècle. Comme tous les gens de la terre à cette époque leur vie est dure, ils sont à la merci des épidémies : en 1586 la peste ravage la région. Des périodes de sécheresse et d’inondations amènent des famines comme en 1694 où le prix du blé passe de 14 à 50 sols puis à 6 livres.
A cette même période, Andrézieux (écrit Andreyizou) était une paroisse de Saint-Cyprien. Par ordonnance du 14 septembre 1686, l’archevêque de Lyon détache Andrézieux de la paroisse de Saint-Cyprien pour la réunir à celle de Bouthéon. Mais en 1697, les registres paroissiaux de Saint-Cyprien sont tenus par le curé de Saint-Cyprien et aussi par le vicaire de la chapelle Sainte-Agathe de l’annexe d’Andrézieux.
Le clergé de Lyon ayant acquis les charges de greffiers conservateurs des registres des baptêmes, mariages et sépultures de cette Généralité, remet les registres à l’archiprêtre de Montbrison en « exécution de l’Arrêt du Conseil du 31 juillet 1695 édit du mois d’octobre 1691 lequel archiprêtre remet les registres au curé de Saint-Cyprien » (1701).
En 1709 survient une autre famine en Forez et donc dans la commune. On cuit l’herbe des prés, le pain est fait de fougères, d’écorce d’arbres, de suif, mélangés à la farine. Le nicher de seigle monte jusqu’à 18 sols.
À partir de 1743, c’est le lieutenant général au Bailliage du Forez qui remet les registres paroissiaux au curé. À la fin de l’Ancien Régime, Saint-Cyprien est « village et paroisse dans le Forez », il fait partie de l’élection et du bailliage de Montbrison et dépend de la justice de Veauchette (écrit Vochette).
Juste avant la Révolution, les premières municipalités du secteur sont élues en 1787 et vont ainsi préparer les cahiers de doléances. Saint-Cyprien compte, à ce moment-là, 77 feux (unité utilisée dans le décompte de la population à partir des cheminées des bâtisses). Jean-Baptiste Chatelard est syndic de la paroisse : notable chargé de représenter, d’administrer et de défendre ses intérêts.
L’hiver de 1788 est très rigoureux, le prix du pain passe de 14 à 20 sols la livre. Le prix de la viande est taxé. Dans le secteur, la Loire est gelée : la glace atteint une épaisseur de 17 pouces (40 centimètres).